# Stormningen av Lemberg
Stormningen av Lemberg ägde rum den 28 augusti 1704 i den polsk-litauiska staden Lemberg under det stora nordiska kriget. Den svenska kungen Karl XII stormade den muromgärdade staden med endast tre kavalleriregementen, då det var huvudstaden i vojvodskap Rutenien i Polen-Litauen.
Besättningen underhöll under stormningen en kraftig eld; men på den punkt, som Karl XII vid rekognoscering funnit svagast, rusade svenskarna över fästningsgraven, steg upp på varandras axlar och klättrade sedan uppför vallen, där de började anfallet med att kasta sina handgranater mot fienden. De trängde in genom stadsporten på samma gång som den vikande besättningen. Karl XII själv och hans unge vän prins Maximilian Emanuel var bland de främsta i ledet.
På en kvarts timme var fästningen tagen. Det gick så snabbt att endast 30 man på den svenska sidan hunnit bli dödade och sårade. På den polska sidan hade ett 60-tal personer dödats.
Till en början tog sig de svenska dragonerna för att plundra i de närmaste husen, under föregivande att de sökte efter fienderna, men det förbjöds strax av kungen. I en bevarad kompanijournal finns följande regementsorder för den 27 augusti: "Allt marodi förbjudes vid hårt straff och allt egenvilligt bytes tagande". Vidare heter det att "den första, som finnes full på gatorne, skall få 6 par spö". När armén blev inkvarterad utanför staden påbjöds bland annat: "Ingen tage något av sin värd, vid livsstraff."  Om stadens talrika judar står det i en senare regementsorder: "Judarna hanteras väl; och skall man intet bry [besvära] eller bedraga dem."
Karl XII skrev efteråt följande om stormningen i ett brev till Carl Gustaf Rehnskiöld: 
"Här haver intet något förefallit stort, sedan jag bortgick ifrån Eder, utan det, som Eder nu redan lärer vara bekant, nämligen att lögerdags morgon före dager blev staden Lemberg stormader av dragoner och straxt intagen utan stor möda eller förlust, allenast helt få döda och några blesserade."